# 金牛座運載火箭
金牛座運載火箭是屬於四節式固態運載火箭，由美國的軌道科學公司所建造，主要是經由改造同樣公司所製造的飛馬運載火箭，金牛座運載火箭的低地球軌道酬載能力為1350公斤。第一次發射的日期在1994年，目前總共發射9次，成功6次。最後4次發射中有高達3次的失敗 ，而後兩次失敗也令美國太空總署損失7億美元。隨後火箭也被改名為米諾陶C型運載火箭，主因是應用與米諾陶系列運載火箭相通的航太電子操控系統。

## 火箭各節
第一節命名為Castor 120，由Alliant Techsystems, ATK公司所研發，藉由改造LGM-118A和平守護者飛彈而成。第二節與第三節使用Orion-50s火箭引擎，這與飛馬運載火箭相同，只是移除穩定翼而已，第四節使用Orion-38，則是飛馬運載火箭第三節拿過來使用。

### 命名系統
不同的元件配置使用不同的代碼，代碼共有4位數。與三角洲系列運載火箭相類似。第一個數字是對第一節的定義；並說明第二節與第三節是否為標準或加大版。第二個數字是酬載艙的直徑；第三個數字是第四節火箭的使用類型；第四個數字是選配第五節的種類。
| 數字 | 第一個數字 | 第一個數字   | 第一個數字  | 第二個數字       | 第三個數字 | 第四個數字 |
| 數字 | 第一節     | 第二節       | 第三節      | 平均直徑         | 第四節     | 第五節     |
| ---- | ---------- | ------------ | ----------- | ---------------- | ---------- | ---------- |
| 0    | 不適用     | 不適用       | 不適用      | 不適用           | 不適用     | 無         |
| 1    | TU-903     | Orion-50ST   | Orion-50T   | 1.60米（63英寸） | Orion-38   | 不適用     |
| 2    | Castor-120 | Orion-50ST   | Orion-50T   | 2.34米（92英寸） | 不適用     | 不適用     |
| 3    | Castor-120 | Orion-50SXLT | Orion-50XLT | 不適用           | Star-37FM  | Star-37    |

## 發射記錄
| 發射編號 | 日期           | 火箭型式                                                                   | 酬載                                                      | 結果 |
| -------- | -------------- | -------------------------------------------------------------------------- | --------------------------------------------------------- | ---- |
| 1        | 1994年3月13日  | ARPA Taurus                                                                | STEP Mission 0 & DARPASAT                                 | 成功 |
| 2        | 1998年2月10日  | Commercial Taurus, 92" payload fairing and 63" dual payload attach fitting | Geosat#GF and ORBCOMM (衛星 11,12)                        | 成功 |
| 3        | 1998年10月3日  | Air Force Taurus Configuration, 63" fairing, Peacekeeper Stage 0           | Space Technology Experiment(STEX) 隸屬美國國家偵察局(NRO) | 成功 |
| 4        | 1999年12月20日 | Model 2110, 63" fairing, Castor 120 Stage 0                                | KOMPSAT and ACRIMSAT                                      | 成功 |
| 5        | 2000年3月12日  | Air Force Taurus Configuration, 63" fairing, Peacekeeper Stage 0           | Multispectral Thermal Imager (MTI)                        | 成功 |
| 6        | 2001年9月21日  | Model 2110, 63" fairing Castor 120 Stage 0                                 | Orbview-4 /Total Ozone Mapping Spectrometer(QuikTOMS)     | 失敗 |
| 7        | 2004年5月20日  | Model 3210, 92" fairing, Castor 120 Stage 0                                | 福爾摩沙衛星二號                                          | 成功 |
| 8        | 2009年2月24日  | Model 3110, 63" fairing Castor 120 Stage 0                                 | 軌道碳偵測                                                | 失敗 |
| 9        | 2011年3月4日   | Model 3110, 63" fairing Castor 120 Stage 0                                 | 輝煌號衛星、KySat-1、Hermes、以及Explorer-1 Prime         | 失敗 |

## 發射失敗

### Orbview-4發射失敗
Orbview-4屬於地球之眼的衛星之一。在2001年9月21日發射，金牛座加大版火箭在剛開始發射成功，但最後衛星並沒到到達預定軌道。

### 軌道碳偵測衛星發射失敗
2009年2月35日發射，金牛座加大版火箭酬載著價值2.7億美元的軌道碳偵測太空船。在09:55(格林威治標準時間)成功的從范登堡空軍基地發射，但下一節無法分離，導致衛星無法到達到預定軌道。軌道碳偵測花費在金牛座運載火箭及其周邊服務約5400萬美元。

### 輝煌號衛星發射失敗
该卫星原定于2011年2月23日在范登堡空军基地通过金牛座XL火箭火箭发射升空，后因故推迟了数日。
2011年3月4日，火箭升空六分钟后，整流罩没有正确的与火箭分离，卫星未能进入预定轨道，整体坠入太平洋。这次失败与两年前美国軌道碳偵測卫星坠落事故十分相似。輝煌號衛星造價約4.24億美元，屬於氣候變遷偵測衛星。

## 陸基中途防禦
與金牛座運載火箭相同的運載火箭被美國飛彈防禦局作為陸基中途防禦系統之一。

## 金牛座2號運載火箭
軌道科學公司正在籌劃金牛座2號運載火箭，預計第一節將使用液態燃料發動機，與金牛座1號運載火箭不同，首次發射定在2011年第三季。最終名稱為安塔瑞斯運載火箭，並於2013年4月21日首次飛行測試成功。

## 註腳
1. ↑  原本隸屬聚硫橡膠化工股份有限公司

## 外部連結
- 官方网站